# Culture de la Jordanie

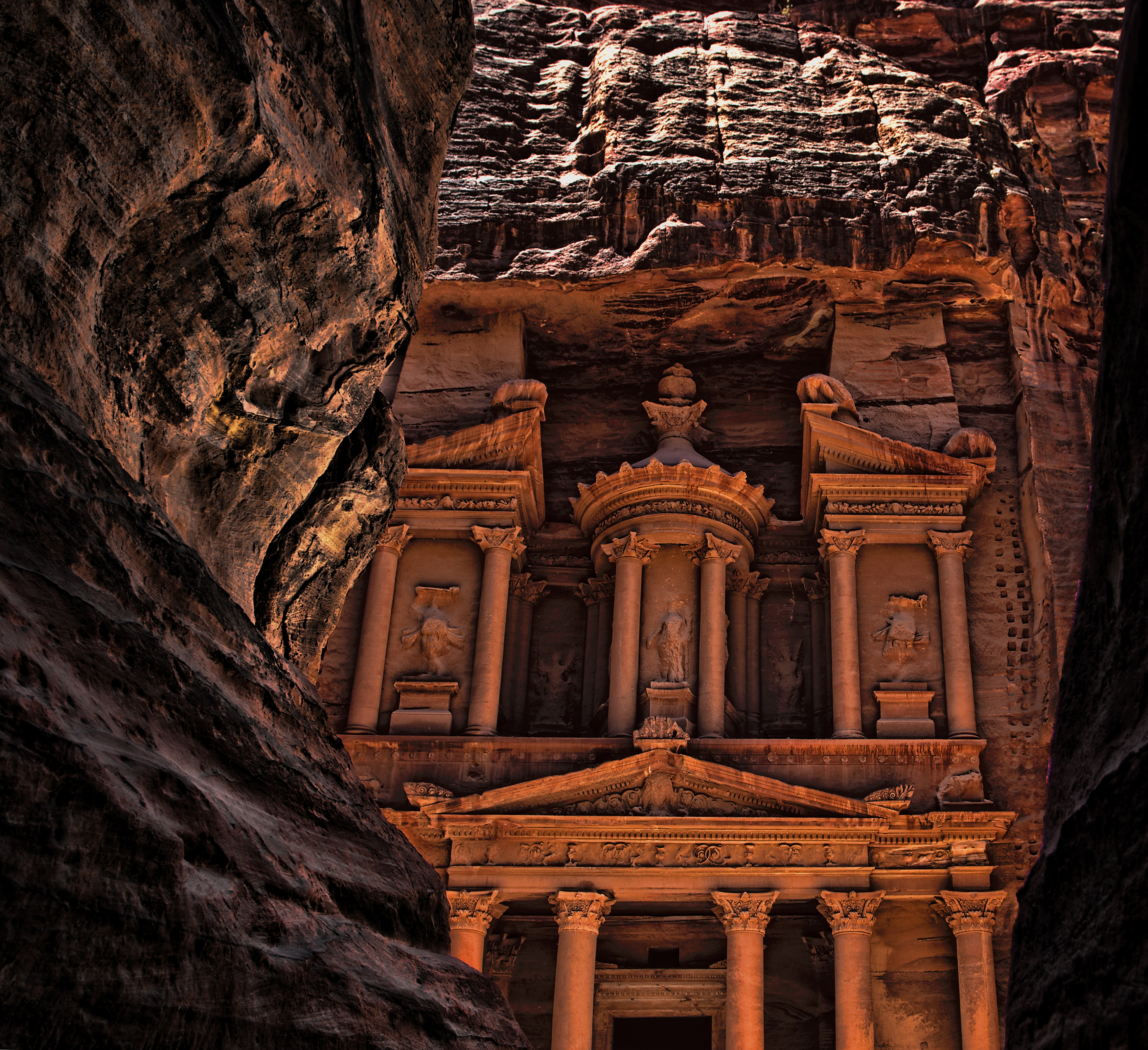
Al-Khazneh 2 à Pétra

Cet article traite de la culture de la Jordanie.

## Langue(s)
- Langues en Jordanie, langues en Jordanie (catégorie) : divers parlers arabes et domari

## Traditions

### Religion(s)
- Catégorie:Religion en Jordanie
- Islam en Jordanie, Christianisme en Jordanie
- Édifices religieux en Jordanie
- Histoire des Juifs en Jordanie (en)
- Liberté de religion en Jordanie (en)

### Symboles
- Armoiries de la Jordanie, Drapeau de la Jordanie
- As-salam al-malaki al-ourdouni, hymne national jordanien

## Famille
- Société jordanienne (en)

## Société

### Fêtes
- Jours fériés publics en jordanie (en)

## Arts de la table

### Cuisine(s)

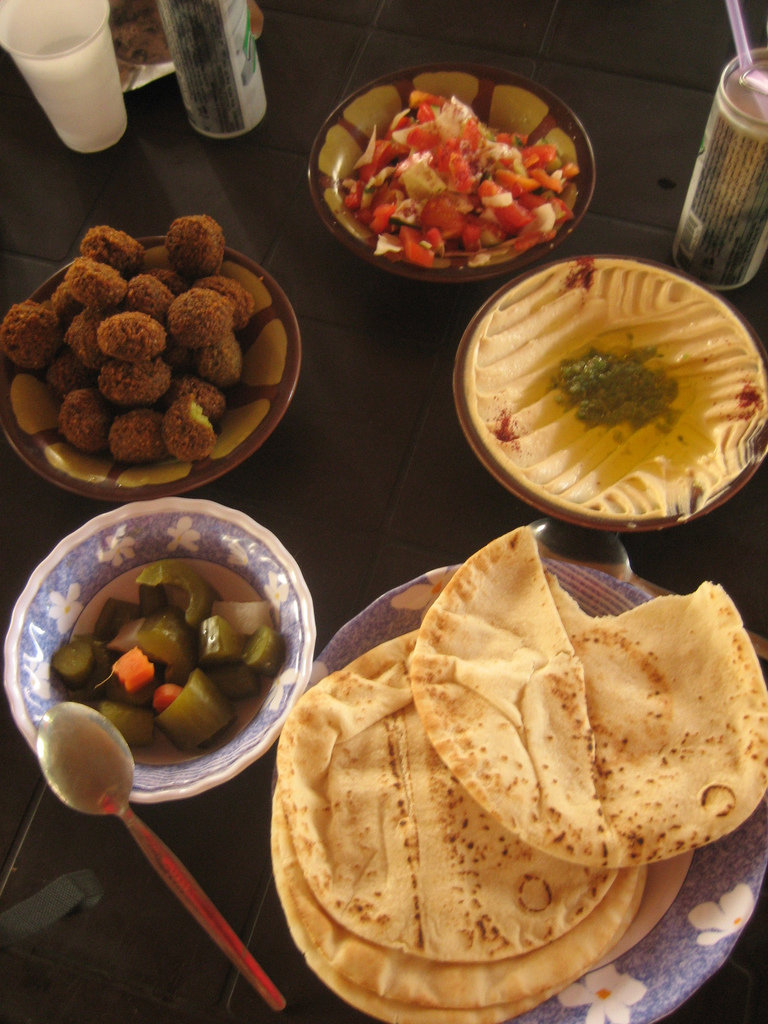
Petit-déjeuner typique : hummus, falafel, salade, pickles et khubz

- Cuisine jordanienne
- Catégorie:Cuisine jordanienne
- Catégorie:Cuisine du Moyen-Orient

## Santé
- Santé, Santé publique,Protection sociale
- Catégorie:Santé en Jordanie,

### Sports, arts martiaux
- Catégorie:Sport en Jordanie
- Catégorie:Sportif jordanien
- Jordanie aux Jeux olympiques
- Jordanie aux Jeux paralympiques, Jeux paralympiques,
- Jeux du Commonwealth

## Artisanats
- Artisanat d'art

## Littérature(s)
- Littérature jordanienne
- Écrivains jordaniens
  - Noor de Jordanie (1951-), Ibrahim Nasrallah (1954-)
  - Fadia Faqir (en) (1956-)
  - Wajih Rayyan (1949-), Malu Halasa...
- Marefa, projet encyclopédique en arabe, façon wikipedia
- Mawdoo3 (en), éditeur de contenu arabe en ligne, basé en Jordanie
- Critiques littéraires jordaniens : Ibrahim al-Kufahi (en) (1967-), Amal Naseer (1959-), Sanaa Shalan (1977-)
- Département de la bibliothèque nationale de Jordanie
- Institut français de Jordanie (2012)

## Média
- Catégorie:Média en Jordanie
- Télécommunications en Jordanie (en)

### Presse
- Catégorie:Presse écrite en Jordanie
- Liste de journaux en Jordanie
- Liste de journaux (quotidiens et hebdomadaires) de Jordanie (en)

### Radio
- Catégorie:Radio en Jordanie

### Télévision
- Catégorie:Télévision en Jordanie

### Internet
- Internet en Jordanie (en)
- Sites d'information jordaniens

## Arts visuels
- Art jordanien
- Artistes jordaniens
- Catégorie:Artiste contemporain jordanien
- Jordan National Gallery of Fine Arts (en) (Amman, 1980)

### Peinture
- Peintres jordaniens
- Peinture des six rois (en) (Qusair Amra, 710-750)

### Sculpture
- Sculpteurs jordaniens

### Architecture
- Architectes jordaniens
- Architecture de Jordanie (en)
- Architecture nabatéenne
- Liste du patrimoine mondial en Jordanie
- Théâtre antique d'Amman (138-161), Odéon antique d'Amman (en)
- Temple d'Hercule d'Amman (en)
- Châteaux du désert, Limes Arabicus
- Liste de villes de Jordanie

### Photographie
- Photographes jordaniens

## Arts du spectacle

### Musiques
- Musique jordanienne

### Danse(s)
- Danse en Jordanie, Dabkeh
- Liste de danses
- Catégorie:Danseur jordanien
- Catégorie:Chorégraphe jordanien

### Théâtre
- Catégorie:Dramaturge jordanien
- Catégorie:Pièce de théâtre jordanien

### Autres: marionnettes, mime, pantomime, prestidigitation
- Karakoz
- Théâtre d'ombres syrien

### Cinéma
- Cinéma jordanien
- Catégorie:Réalisateur jordanien, Catégorie:Scénariste jordanien
- Catégorie:Acteur jordanien, Catégorie:Actrice jordanienne
- Catégorie:Film jordanien

Festivals
- Le festival Baladk
- Le festival de Jerash
- Le festival d'azraq
- Le festival des arts traditionnels d'Aqaba

## Patrimoine

### Musées
- Musées, dont
  - Jabal al-Qal'a à Amman
  - Musée archéologique d'Aqaba
  - Musée Pella

### Liste du Patrimoine mondial
Le programme Patrimoine mondial (UNESCO, 1971) a inscrit dans sa liste du Patrimoine mondial (au 12/01/2016) : Liste du patrimoine mondial en Jordanie, dont
- Le site de Pétra depuis 1985.

### Liste représentative du patrimoine culturel immatériel de l’humanité
Le programme Patrimoine culturel immatériel (UNESCO, 2003) a inscrit dans sa liste représentative du patrimoine culturel immatériel de l’humanité (au 12/01/2016) :
- L'espace culturel des Bedu de Petra et Wadi Rum[1]
- 2018 : L’As-Samer en Jordanie (danses et chants)[2]

### Filmographie
- Jordanie : La mémoire du Proche-Orient, film de Pierre Brouwers, TF1 vidéo, Issy-les-Moulineaux, 2002, 1 h 14 min (DVD) + brochure